# بطولة إفريقيا للجودو 2008
دارت بطولة إفريقيا للجودو 2008 في مدينة أكادير في المغرب من 18 إلى 21 ماي 2008.